# VirtualDJ
VirtualDJ (též známý jako VDJ) je softwarová řada programů pro mixování audia a videa vyvinutá společností Atomix Productions Inc. určená mobilním a klubovým DJ. Existuje také verze nazývaná CUE, kterou prodává Numark v kamenných obchodech pro DJ. Jinak se od původní verze nijak neliší.
Jednotlivé verze programu běží na platformách PC nebo Mac, a dovolují počítačovým DJ mixovat hudbu nebo video. A to s externím kontrolérem i bez. DJ mohou software ovládat s MIDI kontrolérem nebo využít tradiční hardware pro DJ, jako jsou např. CDJ a DJ mixer s digitálním vinylovým systémem a CD.